# Stranger in Us All
Stranger in Us All (с англ. — «Чужак в нас всех») — восьмой и последний на сегодняшний день альбом группы Rainbow, вышедший в 1995 году. Альбом, выпущенный в эпоху гранжа и альтернативного рока, провалился в чартах. Не снискал он успеха и у критиков того времени.

## Об альбоме
После того как Ричи Блэкмор покинул Deep Purple в 1993 году, он снова воссоздаёт Rainbow в новом составе. Работа над альбомом началась летом 1994 года в особняке колониальных времен с названием «Tahigwa» в Колд-Спринг-Харбор, штат Нью-Йорк.
По воспоминаниям Дуги Уайта: «Мы работали каждый день в течение шести недель: джемовали, выступали в „Bavarian Inn“ и местных барах перед байкерами, играли в футбол и записывались. Это была своеобразная „притирка“. Все это я записывал, чтобы ничего не упустить, и, в конце концов, накопились кассеты с часами записей. Там было большое количество идей, множество риффов. Во время этих сессий мы сочинили „Stand And Fight“, „Black Masquerade“ и „Silence“. На альбом так и не попала „Ask God For That“, написанная тогда же — песня, основанная на очень тяжелом риффе с замечательной мелодией и мощным текстом, выдержанная в стиле RAINBOW». 

Не была включена в альбом и баллада «I Have Crossed Oceans Of Time». Ее даже начали записывать, но Ритчи потерял интерес к этой композиции. За исключением «Hunting Humans» и «Ariel» группа наработала по 6—7 версий для каждой песни.
Основным помощником Блэкмора в процессе сочинительства был Дуги Уайт. Он соавтор семи из десяти композиций альбома. Блэкмор дал ему четкое указание насчет текстов песен: «Никаких религиозных фраз, никакой мистики. Это — конёк Дио». В работе над альбомом приняла участие и Кэндис — она написала слова песен «Wolf То The Moon», «Ariel», «Black Masquerade», «Hall Of The Mountain King», а также выступила в роли бэк-вокалистки. Свою лепту в сочинение материала внесли продюсер Пэт Ригэн («Too Late For Tears»), и Пол Моррис («Black Masquerade»).
В декабре 1994 года музыканты вернулись на Лонг-Айленд, где встретили Рождество. 

К записи альбома приступили в январе 1995 года в «Long View Farm Studios» г. Норт-Брукфилд, штат Массачусетс. Работа проходила легко, музыканты работали с удовольствием. Закончив с инструментальной подкладкой, Пол Моррис и Джон О’Рейли уехали, а Дуги остался, чтоб наложить вокал.
«Still I’m Sad» (кавер-версия песни The Yardbirds) была записана на дебютном альбоме Rainbow в качестве инструментала и звучала с текстом лишь на концертах.
Название альбому дала строчка из песни «Black Masquerade»: «Полная луна разоблачает чужака в нас всех». Ритчи так объяснял название альбома: «Я твердо верю, что в одном человеке живет две личности: хорошая и плохая. И чаще всего нами руководит этот незнакомец. Он там, прячется в тени и мы его не знаем. И этот незнакомец побуждает нас совершать хорошие или плохие поступки, созидательные либо деструктивные вещи».
Первый концерт в поддержку альбома состоялся 30 сентября 1995 года в Хельсинки. 
Концерт Rainbow 9 октября 1995 года для немецкого ТВ-шоу «Rockpalast» был издан на DVD Black Masquerade в 2013 году.
В январе 1997 года, больше чем через год после европейского и японского релизов, альбом вышел в США и Канаде (на «Fuel Records»). Как и на японском издании, на диске была помещена «Emotional Crime» в качестве бонус-трека.

## Список композиций
Авторы Ричи Блэкмор и Дуглас Уайт, кроме отмеченного:
1. «Wolf to the Moon» (Блэкмор, Уайт, Кэндис Найт) — 4:16
2. «Cold Hearted Woman» — 4:31
3. «Hunting Humans (Insatiable)» — 5:45
4. «Stand and Fight» — 5:22
5. «Ariel» (Блэкмор, Найт) — 5:39
6. «Too Late for Tears» (Уайт, Блэкмор, Пэт Риган) — 4:50
7. «Black Masquerade» (Блэкмор, Пол Моррис, Уайт, Найт) — 5:35
8. «Silence» — 4:04
9. «Hall of the Mountain King» (Эдвард Григ, Найт) — 5:34
10. «Still I’m Sad» (Пол Самвелл-Смит, Джим Маккарти) — 5:22
11. «Emotional Crime» (Блэкмор, Уайт, Рэган) (бонус-трек в японском издании)

## Участники записи
- Ричи Блэкмор — гитара
- Дуги Уайт — вокал
- Джон О’Рейли — ударные
- Грег Смит — бас-гитара
- Пол Моррис — клавишные
- Mitch Weiss — гармоника
- Кэндис Найт — бэк-вокал

## Чарты
| Year | Chart                         | Position |
| ---- | ----------------------------- | -------- |
| 1995 | Finnish Albums Charts         | 6        |
| 1995 | Swedish Albums Chart          | 8        |
| 1995 | German Albums Chart           | 36       |
| 1995 | Norwegian Albums Charts       | 38       |
| 1995 | Swiss Albums Chart            | 40       |
| 1995 | GfK Dutch Charts              | 70       |
| 1998 | Oricon Japanese Albums Charts | 7        |